# 鹬长吻鱼
鹬长吻鱼（学名：Macrorhamphosus scolopax）为长吻鱼科长吻鱼属的鱼类。分布于太平洋日本本州中部以南及印度洋和大西洋以及东海等海域。该物种的模式产地在地中海。